# Le Martyre des saints Cosme et Damien
Le Martyre des saints Cosme et Damien (en italien, Decapitazione dei santi Cosma e Damiano) est un tableau du peintre italien Fra Angelico réalisé vers 1440. Cette tempera sur bois de peuplier est un panneau conservé au musée du Louvre, à Paris, en France.

## Description et sujet
C'est un des neuf panneaux de la prédelle d'un retable démembré et dispersé, dit Pala di San Marco, réalisé par le dominicain-peintre Fra Angelico. Cette Storie dei santi Cosma e Damiano entourait le panneau du Christ mort (panneau 5 dans la prédelle). Dispersés au XIXe siècle à la suite des suppressions des ordres monastiques italiens, les éléments, panneaux et pilastres, furent vendus à différents collectionneurs et musées.
Elle représente la fin du martyre des saints Côme et Damien sous Dioclétien. En effet, ils furent d'abord torturés et condamnés par Lysias (panneau 2), sauvés de la noyade (panneau 3), condamnés au bûcher (panneau 4), puis crucifiés (panneau 6), et enfin, ils subirent la décollation à l'épée que l'on voit ici (ce panneau 7) représentée à l'extérieur d'une place fortifiée, devant cinq cyprès.
Suivaient La Sépulture de Côme et Damien (panneau 8) puis La Greffe de la jambe du diacre Justinien (panneau 9). Ce miracle a déclenché plus tard le procès en canonisation sous Justinien.

## Postérité
Le tableau fait partie du musée imaginaire de l'historien français Paul Veyne, qui le décrit dans son ouvrage justement intitulé Mon musée imaginaire.